# Municipio de Valley (condado de Hyde)
El municipio de Valley (en inglés: Valley Township) es un municipio ubicado en el condado de Hyde en el estado estadounidense de Dakota del Sur. En el año 2010 tenía una población de 13 habitantes y una densidad poblacional de 0,14 personas por km².

## Geografía
El municipio de Valley se encuentra ubicado en las coordenadas 44°39′30″N 99°34′54″O / 44.65833, -99.58167. Según la Oficina del Censo de los Estados Unidos, el municipio tiene una superficie total de 93.8 km², de la cual 93,35 km² corresponden a tierra firme y (0,49 %) 0,46 km² es agua.

## Demografía
Según el censo de 2010, había 13 personas residiendo en el municipio de Valley. La densidad de población era de 0,14 hab./km². De los 13 habitantes, el municipio de Valley estaba compuesto por el 100 % blancos. Del total de la población el 0 % eran hispanos o latinos de cualquier raza.